# Labour Leader
Der Labour Leader war eine sozialistische Zeitung im Vereinigten Königreich und Zentralorgan der Independent Labour Party (ILP).
Der Labour Leader entstand 1888 aus der Monatszeitung The Miner, die sich an schottische Bergarbeiter wandte und war Zentralorgan der Scottish Labour Party. Mit dem Anschluss der Partei an die ILP 1893 wurde der Labour Leader zur offiziellen Zeitung der ILP und erschien wöchentlich.
Chefredakteur des Labour Leader war bis 1904 Keir Hardie, ihm folgte John Bruce Glasier, der die Auflagen im ersten Jahrzehnt des 20. Jahrhunderts kontinuierlich erhöhen konnte. Unter Fenner Brockway und Katharine Glasier nahm die Zeitung zu Beginn und während des Ersten Weltkrieges eine ablehnende Haltung zum Krieg ein.
Nach dem Weltkrieg wurde die Zeitung in New Leader umbenannt. Sie blieb ihrem Konzept eines qualitativ hochwertigen Journalismus treu und unterschied sich von der zweiten großen Zeitung der britischen Arbeiterbewegung, der Justice durch das Fehlen sektiererischer Positionen, womit sie der Linie der ILP als Partei einer Sammlungsbewegung von oftmals rivalisierenden Gewerkschaftern und Sozialisten folgte. Sie konnte viele prominente Autoren gewinnen, unter ihnen Persönlichkeiten der Arbeiterbewegung wie Keir Hardie, Ramsay MacDonald oder Philip Snowden, der eine regelmäßige Kolumne verfasste. Auch George Orwell schrieb für die Zeitung.
Nach einer weiteren Umbenennung in Socialist Leader im Jahr 1947 wurde das Blatt 1975, dem Jahr des nochmaligen Beitritts der ILP zur Labour Party,  wieder in Labour Leader zurück benannt. Die Zeitung erschien bis 1986 wiederum als Monatsschrift.